# フリードリッヒ・パッシェン

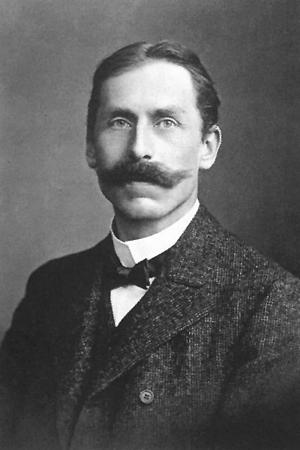
フリードリッヒ・パッシェン

フリードリッヒ・パッシェン（Louis Carl Heinrich Friedrich Paschen、1865年1月22日・シュヴェリーン - 1947年2月25日・ポツダム）はドイツの物理学者。1901年からテュービンゲン大学の教授を務めた。

## 業績
- 1889年：放電開始電圧とガス圧に関するパッシェンの法則を発見した[1]。
- 1895年：ヘリウムの放出スペクトルの研究を行った。
- 1908年：水素原子に固有な放出スペクトルのうち、赤外線領域[2]にある系列（パッシェン系列）を発見した。→リュードベリ定数を参照。
- 1912年：エルンスト・バックと非常に強い磁場中で原子の放出スペクトルが分離するパッシェン=バック効果を発見した。→ゼーマン効果を参照。
- 1925年 - 1927年：ドイツ物理学会会長。
- 1928年：ランフォード・メダル受賞。

## 注・出典
1. ↑  Friedrich Paschen (1889). “Ueber die zum Funkenübergang in Luft, Wasserstoff und Kohlensäure bei verschiedenen Drucken erforderliche Potentialdifferenz”. Annalen der Physik 273 (5):  69–75. doi:10.1002/andp.18892730505.
2. ↑  1875.1nm 赤外線領域